# Hangendgletscherhorn
Hangendgletscherhorn är ett berg i kommunen Innertkirchen i kantonen Bern i Schweiz. Det är beläget i Bernalperna, cirka 65 kilometer sydost om huvudstaden Bern. Toppen på Hangendgletscherhorn är 3 294 meter över havet.